# Kristianstad község
Kristianstad község (svédül: Kristianstads kommun) Svédország 290 községének egyike. A jelenlegi községet több lépésben hozták létre összesen 35 korábbi közigazgatási egység egyesítésével; területe utoljára 1974-ben változott.

## Települései
A községben 26 település (tätort) található. A települések és népességük:
| Település        | Népesség                       | Megjegyzés         |
| ---------------- | ------------------------------ | ------------------ |
| Kristianstad     | 41 198 fő (2023. dec. 31.) +/- | a község székhelye |
| Arkelstorp       | 768                            |                    |
| Balsby           | 430                            |                    |
| Bäckaskog        | 293                            |                    |
| Degeberga        | 1291                           |                    |
| Everöd           | 885                            |                    |
| Fjälkinge        | 1690                           |                    |
| Färlöv           | 1026                           |                    |
| Gärds Köpinge    | 936                            |                    |
| Hammar           | 2057                           |                    |
| Hammarslund      | 461                            |                    |
| Huaröd           | 242                            |                    |
| Linderöd         | 404                            |                    |
| Norra Åsum       | 1264                           |                    |
| Ovesholm         | 299                            |                    |
| Rinkaby          | 748 fő (2023. dec. 31.) +/-    |                    |
| Tollarp          | 3284                           |                    |
| Torsebro         | 270                            |                    |
| Viby             | 991                            |                    |
| Vinnö            | 536                            |                    |
| Vittskövle       | 235                            |                    |
| Yngsjö           | 302                            |                    |
| Åhus             | 9423                           |                    |
| Önnestad         | 1378                           |                    |
| Österslöv        | 414                            |                    |
| Östra Sönnarslöv | 294                            |                    |

2000-ben még további 2 települést tartottak nyilván (Bjärlöv, 204 fő és Vanneberga, 206 fő), de azóta népességük 200 fő alá csökkent, így nem felelnek meg a tätort definíciójának.

## Külső hivatkozások
- Hivatalos honlap (svéd, angol, német)